# ۶ گاوران

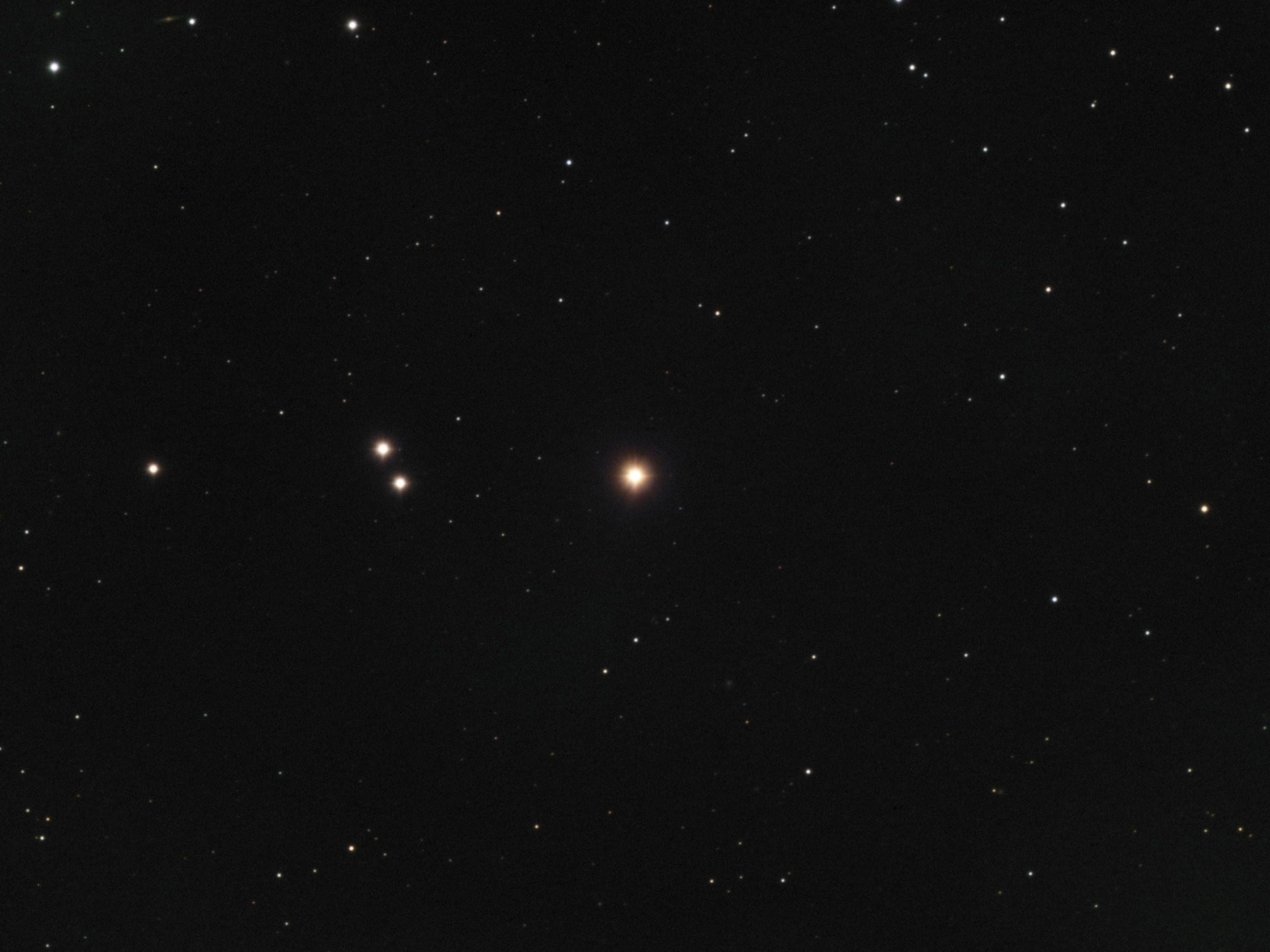
۶ گاوران

۶ گاوران یک ستاره است که در صورت فلکی گاوران قرار دارد.